# Bully sucht die starken Männer
Bully sucht die starken Männer war eine Castingshow unter der Leitung des Komikers und Schauspielers Michael „Bully“ Herbig, die im Jahr 2008 von ProSieben ausgestrahlt wurde.

## Hintergrund
In dieser Castingshow, die auf dem Bavaria-Film-Gelände aufgezeichnet wurde, suchte Michael Herbig zusammen mit dem Schauspieler Jürgen Vogel und der Produzentin Rita Serra-Roll Schauspieler zum Film Wickie und die starken Männer. Ursprünglich vorgesehen war ein Casting für die sechs Rollen Snorre, Gorm, Faxe, Tjure, Urobe und Ulme. Zusätzlich wurde noch die Rolle des Schrecklichen Sven an den prominenten Überraschungsbewerber Günther Kaufmann vergeben, der sich eigentlich für die Rolle des Faxe beworben hatte.
Im Finale mussten alle Bewerber einen eingeübten Theatersketch vorführen, die Moderation übernahm Verena Wriedt, Erzähler war Christoph Maria Herbst.

## Rollenbesetzung
Bewerben konnten sich Teilnehmer im Alter von 18 bis 81 Jahren. Insgesamt gab es etwa 10.000 Bewerber für die Rollen.
Die Rollen wurden an folgende Darsteller vergeben:
| Rolle  | Darsteller      |
| ------ | --------------- |
| Tjure  | Nic Romm        |
| Snorre | Christian Koch  |
| Urobe  | Olaf Krätke     |
| Gorm   | Mike Maas       |
| Ulme   | Patrick Reichel |
| Faxe   | Jörg Moukaddam  |

## Ausstrahlung
Die Show wurde in sechs Folgen gesendet, davon zwei Casting-Folgen, zwei Workshop-Folgen, ein Halbfinale und ein Finale am 20. Mai 2008. 
Eine unvollständige Auflistung gemessener Einschaltquoten und Marktanteile veranschaulicht folgende Tabelle: 
| Folge | Datum          | Zuschauer | Zuschauer       | Marktanteil | Marktanteil     | Quellen |
| Folge | Datum          | Gesamt    | 14 bis 49 Jahre | Marktanteil | Marktanteil     | Quellen |
| Folge | Datum          | Gesamt    | 14 bis 49 Jahre | Gesamt      | 14 bis 49 Jahre | Quellen |
| ----- | -------------- | --------- | --------------- | ----------- | --------------- | ------- |
| 1     | 15. April 2008 | 2,44 Mio. | 2,09 Mio.       | 7,8 %       | 15,9 %          | [ 1 ]   |
| 2     | 22. April 2008 | 1,90 Mio. | 1,62 Mio.       | 6,2 %       | 12,4 %          | [ 3 ]   |
| 3     | 29. April 2008 | 1,78 Mio. | 1,47 Mio.       | –           | 12,1 %          | [ 4 ]   |
| 5     | 13. Mai 2008   | –         | –               | –           | > 13,0 %        | [ 5 ]   |
| 6     | 20. Mai 2008   | 2,33 Mio. | 1,92 Mio.       | 8,5 %       | 16,3 %          | [ 5 ]   |